# 4-Metil-2-pentanol
4-Metil-2-pentanol (IUPAC ime) ili metil izobutil karbinol (MIBC) je organsko hemijsko jedinjenje koje se prvenstveno koristi kao sredstvo za formiranje pene u flotaciji minerala. On se takođe koristi kao rastvarač, u organskoj sintezi, i u proizvodnji tečnosti za kočnice i kao prekurzor nekih plastifikatora.